# Miguel Serrano
Miguel Joaquín Diego del Carmen Serrano Fernández, cunoscut sub numele de Miguel Serrano, Miguel Serrano Fernández sau Don Miguel Serrano (n. 10 septembrie 1917, Santiago de Chile, Chile – d. 28 februarie 2009, Santiago de Chile, Chile), a fost un diplomat, jurnalist, explorator și poet chilian. Este cunoscut datorită lucrărilor sale despre spiritualitate și nazism esoteric, fiind considerat „unul dintre cei mai importanți reprezentanți ai Generației '38. Nepotul poetului Vicente Huidobro, a fost diplomat în India, Iugoslavia, România, Bulgaria și Austria între 1950 și 1970, înainte să fie concediat de către Salvador Allende la începutul anilor '70. Printre lucrările sale importante regăsim Neither by land nor by sea (1950), The Visits of the Queen of Sheba (1960), The Serpent of Paradise: The Story of an Indian Pilgrimage (1963), C.G. Jung and Hermann Hesse: A Record of Two Friendships (1965), The Ultimate Flower (1969), El/Ella: Book of Magic Love (1972), Nos, Book of the Resurrection (1980) și o autobiografie de patru volume: Memorias de Él y Yo: vol. I, Aparición del "Yo" – Alejamiento de "Él" (1996), vol. II, Adolf Hitler y la Gran Guerra (1997), vol. III, Misión en los Transhimalaya (1998) și vol. IV, El Regreso (1999). În 1964, a câștigat Premiul Literar Santiago. Nu i s-a acordat Premiul Național pentru Literatură, deși „îl merita”. În 2008, Serrano a fost premiat cu Premio a la Trayectoria de către Universitatea Mayor din Santiago.

## Moartea
Serrano a încetat din viață pe data de 28 februarie 2009, în urma unui accident vascular în apartamentul său din Santa Lucía, Santiago.
A fost înmormântat la Patio 052, Numărul 00597, Ubicación: P/052 BOVEDA FAMILIA MARIA ISABEL PEREZ QUINTELA PATIO 52 LOTE 23-A Enlace 00597, Observation: MARIA ISABEL PEREZ QUINTELA PATIO 52 LOTE 23-A.